# Газообмін
Газоо́бмін — сукупність процесів обміну газами між організмом і зовнішнім середовищем. Основними показниками газообміну є використання кисню, виділення діоксид вуглецю дихальний коефіцієнт.

## Етапи газообміну (у ссавців)
- Надходження кисню до легень;
- Газообмін між капілярами та альвеолами;
- Рознесення судинами кисню до тканин;
- Газообмін між судинами та клітинами;
- Надходження багатої на CO2 крові до альвеол.

## Механізм газообміну
Через дихальні органи до усіх клітин надходить O2 (фільтрується у носовій порожнині, проходить через гортань, трахею, яка переходить у бронхи, які розгалужуються та переходять у альвеоли, до яких підходять капіляри (які утворюються із розгалуження артерій малого кола кровообігу, які збираються у артерії та доносять насичену киснем кров до лівого передсердя та до артерій великого кола кровообігу, які розгалужуються на артеріоли та капіляри, які розносять кисень по усьому організму до усіх клітин та поглинають CO2; капіляри збираються у вени, які впадають у праве передсердя та по малому колу кровообігу прямують до легень, де знову відбувається газообмін).